# Katerina Lahnò
Katerina Oleksàndrivna Lahnò (ucraïnès: Катери́на Олекса́ндрівна Лагно́) o Iekaterina Aleksàndrovna Lagnó (en rus: Екатери́на Алекса́ндровна Лагно́), nascuda el 27 de desembre de 1989, és una jugadora d'escacs ucraïnesa i russa. Va obtenir el títol de Gran Mestre Femení (WGM) a l'edat de 12 anys i 4 mesos, trencant el rècord de Judit Polgár per esdevenir la dona més jove de la història en obtenir el títol. Actualment té també el títol de Gran Mestre (absolut), essent l'11a jugadora en tota la història a aconseguir-lo. Tot i que va néixer a Lviv, Lahnò va créixer a la ciutat industrial (i de molta afició als escacs) de Kramatorsk. Des del 2005, viu a Donetsk. Des del juliol de 2014, representa Rússia.
A la llista d'Elo de la FIDE del juny de 2022, hi tenia un Elo de 2547 punts, cosa que en feia la jugadora (femenina) número 2 de Rússia, i la 4a millor jugadora del rànquing mundial femení. El seu màxim Elo va ser de 2560 punts, a la llista del desembre de 2018.

## Resultats destacats en competició
El 1999 es va proclamar Campiona del món femenina Sub-10 a Orpesa. El 2001, Lahnò es va proclamar Campiona d'Europa Sub-14 femenina, a Kallithea. Va participar en el Campionat del món femení de 2004, en què hi era la cinquena millor preclassificada. Als 15 anys va guanyar el Campionat d'Europa femení de 2005, celebrat a Chişinău, Moldàvia: empatada amb la Mestre Internacional russa Nadejda Kossíntseva al final de la 12a ronda, amb 9 punts cadascuna, Lahnò va guanyar les dues partides ràpides de desempat per guanyar el campionat. El 2006 va guanyar la IV Women's North Urals Cup, assolint una norma de GM.
El 2007 va formar part de l'equip ucraïnès que va obtenir la medalla de bronze al Campionat del món per equips celebrat a Iekaterinburg. El maig de 2008, Lahnò va guanyar altre cop el Campionat d'Europa femení, a Plòvdiv, mig punt per damunt de la segona classificada, en un torneig obert a 11 rondes; d'aquesta manera, Lahnò esdevingué la primera persona a guanyar dos cops un Campionat d'Europa d'escacs individual. També el 2008, va disputar (i perdre) la final del Campionat del món de la modalitat d'escacs Chess960 (o Fischer random) contra Aleksandra Kosteniuk.
El 25 de febrer de 2009 es va casar amb en Robert Fontaine, Gran Mestre i reporter de TV francès.
El 2010 es proclamà Campiona del món femenina de semiràpides.
El 2012 empatà al segon lloc al Campionat del món femení de ràpides a Batumi, Geòrgia, amb 8/11 punts, amb Humpy Koneru i Aleksandra Kosteniuk (la campiona fou Antoaneta Stéfanova). A finals del 2013 va jugar el Campionat d'Europa per equips al primer tauler de la selecció ucraïnesa. Hi va puntuar 6/9 i l'equip ucraïnès va guanyar la medalla d'or.
El 2014 es proclamà Campiona del món femenina de ràpides a Khanti-Mansisk. L'11 de juliol de 2014, la FIDE va aprovar el seu traspàs des de la Federació ucraïnesa a la russa, que havia demanat el març del mateix any.
El 2016 Lahnò va guanyar la medalla d'or al campionat de partides ràpides femení a l'IMSA Elite Mind Games a Huai'an, Xina. El 2017, fou quarta al Campionat d'Europa femení a Riga (la campiona fou Nana Dzagnidze).
El novembre de 2018, va perdre contra Ju Wenjun la final del Campionat del món femení. El desembre del mateix any, però, va guanyar el Campionat del món d'escacs ràpids femení, a St. Petersburg, sense perdre cap partida.
El maig de 2019, Lahnò va ser derrotada per poc marge per Elina Danielian a la primera ronda del Campionat de Ràpides femení organitzat per Chess.com. El matx era una combinació dels formats blitz i llampec amb una primera part a partides a 5 minuts i un segon d'increment (5+1), una segona part de 3+1, i una tercera d'1+1. El matx es va decidir a la partida final.
També el maig de 2019 fou una de les vuit jugadores que va disputar el recentment reinstaurat Torneig de Candidates que serviria per determinar l'aspirant al títol mundial en el Campionat del món d'escacs femení de 2020, i hi acabà quarta, amb 7/12 punts; la campiona fou Aleksandra Goriàtxkina.
Fou tercera al Grand Prix de la FIDE femení 2019–2021, cosa que li va permetre de classificar-se pel Torneig de Candidates de 2022.

### Participació en olimpíades d'escacs
Lahnò ha participat, representant Ucraïna, en tres Olimpíades d'escacs femenines, entre els anys 2004 i 2008 (amb un total de 21½ punts de 31 partides, un 69,4%). A les edicions de 2004 i 2006 hi participà com a MI, i a partir de 2008 com a GM. Ha obtingut un total de tres medalles, dues per equips (or el 2008 i argent el 2006), i una d'individual, d'argent, per la seva actuació al segon tauler en l'edició de 2006.
| Any  | Olimpíada         | Ciutat         | Elo propi | Tauler | Partides | Guanyades | Taules | Perdudes | %     | Posició indiv.    | Posició equip     |
| ---- | ----------------- | -------------- | --------- | ------ | -------- | --------- | ------ | -------- | ----- | ----------------- | ----------------- |
| 2004 | XXXVI Olimpíada   | Calvià         | 2435      | 3r     | 12       | 6         | 5      | 1        | 70,8% | 6                 | 18                |
| 2006 | XXXVII Olimpíada  | Torí           | 2468      | 2n     | 10       | 7         | 2      | 1        | 80,0% | Medalla de plata  | Medalla d'or      |
| 2008 | XXXVIII Olimpíada | Dresden        | 2488      | 1r     | 9        | 2         | 6      | 1        | 55,6% | 14                | Medalla de plata  |
| 2010 | XXXIX Olimpíada   | Khanti-Mansisk | 2539      | 1r     | 9        | 2         | 5      | 2        | 50,0% | 12                | 9                 |
| 2012 | XL Olimpíada      | Istanbul       | 2542      | 1r     | 10       | 5         | 4      | 1        | 70,0% | Medalla de bronze | Medalla de bronze |